# Inositol
Inositol, hay chính xác hơn là myo-inositol, là một loại đường carbocyclic có nhiều trong não và các mô động vật có vú khác, làm trung gian dẫn truyền tín hiệu tế bào để đáp ứng với nhiều loại hormone, chất dẫn truyền thần kinh và các yếu tố tăng trưởng. Nó là một loại rượu đường với một nửa độ ngọt của sucrose (đường ăn). Nó được tạo ra tự nhiên ở người từ glucose. Một quả thận của con người sẽ sản xuất khoảng hai gram mỗi ngày. Các mô khác cũng tổng hợp nó, và nồng độ cao nhất là trong não nơi nó đóng vai trò quan trọng làm cho các chất dẫn truyền thần kinh khác và một số hormone steroid liên kết với các thụ thể của chúng. Trong 10 năm qua, Myo-inositol đã đạt được tầm quan trọng trong việc quản lý PCOS do tính hiệu quả, hồ sơ an toàn và tính khả dụng trên toàn thế giới.

## Tổng quan
myo -Inositol đóng một vai trò quan trọng như là cơ sở cấu trúc cho một số chất truyền tin thứ cấp trong các tế bào nhân chuẩn, các phosphat inositol khác nhau. Ngoài ra, inositol đóng vai trò là thành phần quan trọng của lipid cấu trúc phosphatidylinositol (PI) và các loại phosphat khác nhau của nó, phosphatidylinositol phosphate (PIP).
Inositol hoặc phosphat của nó và lipid liên quan được tìm thấy trong nhiều loại thực phẩm, đặc biệt là trái cây, đặc biệt là dưa đỏ và cam. Trong thực vật, hexaphosphate của inositol, axit phytic hoặc muối của nó, phytates, đóng vai trò là cửa hàng phosphat trong hạt, ví dụ như trong các loại hạt và đậu. Axit phytic cũng xảy ra trong ngũ cốc có hàm lượng cám cao. Phytate, tuy nhiên, không có khả năng sinh học trực tiếp cho con người trong chế độ ăn kiêng, vì nó không tiêu hóa được. Một số kỹ thuật chuẩn bị thực phẩm một phần phá vỡ phytates để thay đổi điều này. Tuy nhiên, inositol ở dạng glycerophospholipids, được tìm thấy trong một số chất có nguồn gốc thực vật như lecithin được hấp thụ tốt và tương đối sinh học.
myo-Inositol (không chứa phosphat) từng được coi là thành viên của phức hợp vitamin B, được gọi là Vitamin B8 trong bối cảnh này. Tuy nhiên, do cơ thể con người sản xuất từ glucose nên nó không phải là một chất dinh dưỡng thiết yếu.

## Đồng phân và cấu trúc
Đồng phân myo-inositol là một hợp chất meso, và do đó không hoạt động về mặt quang học, vì nó có mặt phẳng đối xứng. Vì lý do này, meso -inositol là một tên lỗi thời cho hợp chất này. Ngoài myo-inositol, các đồng phân lập thể tự nhiên khác bao gồm scyllo-, muco-, D-chiro-, L-chiro-, và neo-inositol, tuy nhiên chúng chỉ tồn tại ở nồng độ rất thấp trong tự nhiên. Các đồng phân khác bao gồm allo-, epi-, và cis-inositol. Như tên gọi của chúng, L- và D-chiro inositol là cặp đồng phân đối xứng (các hình ảnh phản chiếu của nhau). Tất cả các đồng phân khác đều là hợp chất meso.
|       |          |             |         |
| myo - | scyllo - | chất nhầy - | chiro - |
|       |          |             |         |
| tân - | allo -   | epi -       | cis -   |

Trong cấu trúc ổn định nhất của nó, đồng phân myo-inositol giả định cấu tạo ghế, di chuyển số lượng hydroxyl tối đa đến vị trí xích đạo, nơi chúng cách xa nhau nhất. Trong hình dạng này, đồng phân myo tự nhiên có cấu trúc trong đó năm trong số sáu hydroxyl (thứ nhất, thứ ba, thứ tư, thứ năm và thứ sáu) là xích đạo, trong khi nhóm hydroxyl thứ hai là hướng trục.

## Sử dụng trong sản xuất thuốc nổ
Trong cuộc họp năm 1936 của Hiệp hội Hóa học Hoa Kỳ, giáo sư Edward Bartow của Đại học Iowa đã trình bày một phương tiện thương mại để chiết xuất một lượng lớn inositol từ axit phytic có trong ngô thải. Để sử dụng hóa chất, ông đã đề xuất 'inositol nitrate' như là một thay thế ổn định hơn cho nitroglycerin. Ngày nay, inositol nitrate được sử dụng để hồ hóa nitrocellulose, do đó có thể được tìm thấy trong nhiều chất nổ hiện đại và nhiên liệu tên lửa rắn.

## Phản ứng với độ mặn
Khi đất trồng thực vật có độ muối tăng cao, các tế bào thực vật bị rối loạn chức năng và tiến đến quá trình tự hủy, dẫn đến ức chế sự tăng trưởng. Inositol có thể đảo nghịch hiện tượng này.

## Dùng làm chất cắt
Inositol đã được sử dụng làm chất pha trộn hoặc chất cắt cho nhiều loại thuốc bất hợp pháp, chẳng hạn như cocaine, methamphetamine và đôi khi là heroin, có lẽ vì độ hòa tan, kết cấu bột hoặc giảm độ ngọt (50%) so với các loại đường thông thường.
Inositol cũng được sử dụng thay thế cho cocaine trong quá trình làm phim.